# 클라라 코우칼로바

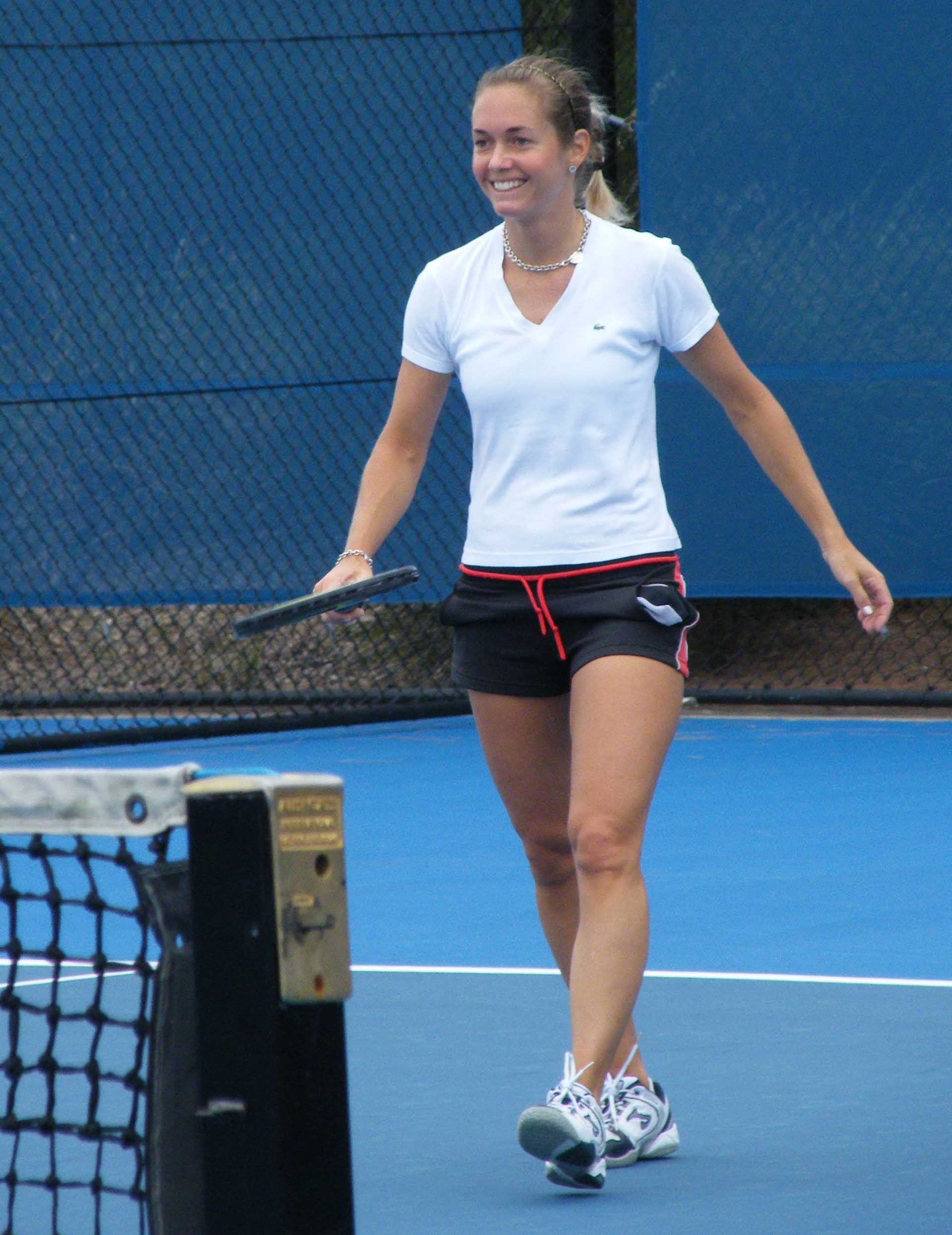

클라라 코우칼로바(체코어: Klára Koukalová, 1982년 2월 24일 ~ )는 체코의 테니스 선수이다. 브라질 테니스 컵 단식 우승(2014). 호바트 인터내셔널 복식 우승(2014). 선전 오픈 복식 우승(2014) 등 다수의 우승 경력을 가지고 있다.